# Halálozások 1958-ban
Ez a szócikk az 1958-as évben elhunyt nevezetes személyeket sorolja fel.

## December
| Dátum | Név | Foglalkozás / tisztség | Kor | Forrás |
| ----- | --- | ---------------------- | --- | ------ |

## November
| Dátum | Név | Foglalkozás / tisztség | Kor | Forrás |
| ----- | --- | ---------------------- | --- | ------ |

## Október
| Dátum      | Név        | Foglalkozás / tisztség               | Kor | Forrás |
| ---------- | ---------- | ------------------------------------ | --- | ------ |
| október 9. | XII. Piusz | a római katolikus egyház 260. pápája | 082 |        |

## Szeptember
| Dátum | Név | Foglalkozás / tisztség | Kor | Forrás |
| ----- | --- | ---------------------- | --- | ------ |

## Augusztus
| Dátum         | Név                   | Foglalkozás / tisztség           | Kor | Forrás |
| ------------- | --------------------- | -------------------------------- | --- | ------ |
| augusztus 14. | Frédéric Joliot-Curie | Nobel-díjas kémikus, atomfizikus | 058 |        |

## Július
| Dátum | Név | Foglalkozás / tisztség | Kor | Forrás |
| ----- | --- | ---------------------- | --- | ------ |

## Június
| Dátum      | Név          | Foglalkozás / tisztség                                                    | Kor | Forrás |
| ---------- | ------------ | ------------------------------------------------------------------------- | --- | ------ |
| június 16. | Nagy Imre    | kommunista politikus, gazdaságpolitikus, a Minisztertanács elnöke, mártír | 062 |        |
| június 9.  | Robert Donat | Oscar-díjas angol színész                                                 | 053 |        |

## Május
| Dátum     | Név           | Foglalkozás / tisztség                                         | Kor | Forrás |
| --------- | ------------- | -------------------------------------------------------------- | --- | ------ |
| május 19. | Ronald Colman | Oscar- és Golden Globe-díjas angol származású amerikai színész | 067 |        |

## Április
| Dátum       | Név               | Foglalkozás / tisztség                 | Kor | Forrás |
| ----------- | ----------------- | -------------------------------------- | --- | ------ |
| április 16. | Rosalind Franklin | angol kémikus, röntgenkrisztallográfus | 037 |        |

## Március
| Dátum       | Név         | Foglalkozás / tisztség                      | Kor | Forrás |
| ----------- | ----------- | ------------------------------------------- | --- | ------ |
| március 28. | W. C. Handy | amerikai blueszenész, „a delta blues atyja” | 084 |        |

## Február
| Dátum | Név | Foglalkozás / tisztség | Kor | Forrás |
| ----- | --- | ---------------------- | --- | ------ |

## Január
| Dátum      | Név               | Foglalkozás / tisztség | Kor | Forrás |
| ---------- | ----------------- | --- | --- | ------ |
| január 27. | Oskar von Preußen | porosz királyi és német császári herceg, a Német Császári Hadsereg vezérőrnagya, a johannita lovagrend protestáns ágának 35. nagymestere | 069 |        |